# Sân vận động Franso Hariri
Sân vận động Franso Hariri (tiếng Kurd Soran: یاریگای فرانسۆ ھەریری; tiếng Ả Rập: ملعب فرانسوا حريري) là một sân vận động đa năng ở Erbil, Kurdistan thuộc Iraq, Iraq. Sân hiện đang được sử dụng chủ yếu cho các trận đấu bóng đá. Đây là sân nhà của Erbil SC thuộc Giải bóng đá ngoại hạng Iraq. Sân trước đây cũng là sân nhà của câu lạc bộ Brusk cũ (sau này đổi tên thành Al-Shurta Erbil). Sân vận động cũng có các cơ sở vật chất cho điền kinh. Sân vận động có sức chứa 25.000 người. Sân được xây dựng trên một sân bay cũ vào năm 1956 và được cải tạo vào năm 1992. Sân vận động này có tên gọi là Sân vận động Erbil cho đến năm 2001. Sân được đổi tên thành Sân vận động Franso Hariri để vinh danh thống đốc bị ám sát Franso Hariri, người đã hỗ trợ cải tạo sân vận động.
Vào tháng 7 năm 2009, Sân vận động Franso Hariri trở thành sân nhà của đội tuyển bóng đá quốc gia Iraq sau khi AFC cho phép tổ chức các trận đấu của đội tuyển Iraq và các câu lạc bộ của Iraq ở Erbil.
Vào ngày 23 tháng 2 năm 2022, tại Sân vận động Franso Hariri, một trận đấu giao hữu đã được tổ chức giữa đội hình toàn sao gồm những huyền thoại bóng đá quốc tế (bao gồm Roberto Carlos và Patrick Kluivert) với đội hình gồm các tuyển thủ Iraq đã vô địch Cúp bóng đá châu Á 2007 (bao gồm Noor Sabri, Mahdi Karim và Ahmed Mnajed).

## Sự kiện
- 2012 – Chung kết Cúp AFC 2012[5]
- 2019 – Giải vô địch bóng đá Tây Á 2019[6]
- 2021 – Chuyến thăm của Giáo hoàng Phanxicô